# الائتلاف المحافظ
الائتلاف المحافظ ليس تحالفًا رسميًا في الكونغرس، إذ يجمع هذا الائتلاف بین الأغلبية المحافظة للحزب الجمهوري والجناح المحافظ -من الولايات الجنوبية غالبًا- من الحزب الديمقراطي. بحسب ما قاله المؤرخ البروفيسور جيمس باترسون: «على العموم، فإن محافظي الكونغرس قد وافقوا على معارضة انتشار السلطة الاتحادية والبيروقراطية الفيدرالية، واستنكار العجز العام في الإنفاق إضافةً إلى انتقاد اتحادات العمال الصناعية، وأيضًا تنشيط معظم البرامج الاجتماعية. سعت تلك النخبة للحفاظ على أمريكا ما قبل 1933».
كان التحالف مسيطرًا في الكونغرس في الفترة 1937 - 1963 وظل قوةً سياسية حتى أواسط تسعينيات القرن الماضي، عندما بقي عدد قليل من المحافظين الديمقراطيين في الكونغرس. بعد انتهاء الثورة الجمهورية سنة 1994، شكل المحافظون الديمقراطيون ائتلاف الكلب الأزرق. وفيما يتعلق بالتصويت في الكونغرس، فقد ظهر أساسًا في الأصوات المؤثرة في النقابات العمالية.
لم يتعاون الائتلاف المحافظ بانسجام في الجوانب المتعلقة بالحقوق المدنية، ما تطلب إنشاء شراكة بين العضو إيفرت ديركسن والرئيس «جونسون» من أجل توحد أعداد وافية من الجمهوريين الشماليين سعيًا للتحالف مع الديمقراطيين الليبراليين الشماليين للتصويت على إلغاء قانون الحقوق المدنية لعام 1964. ومع ذلك، حظي الائتلاف ببعض السلطة لمنع مشروعات القوانين غير المرغوب فيها عبر التصويت. تضمن الائتلاف العديد من رؤساء اللجان من الجنوب الذين عرقلوا مشروعات القوانين بعدم الإبلاغ عنها في اللجان الخاصة بهم. كثيرًا ما كان هوارد سميث رئيس لجنة قواعد مجلس النواب يعطل مشروع القانون ببساطة بعدم الإبلاغ عنه، لكنه فقد الكثير من سلطته سنة 1961. لم يكن الائتلاف المحافظ مهتمًا بالسياسة الخارجية، بسبب كون أغلب الديمقراطيين دوليين، ما عارضه الجمهوريون قبل خمسينيات القرن الماضي.

## التاريخ

### الأصل
تاريخيًا يرجع أصل الائتلاف المحافظ إلى فوز الرئيس فرانكلين روزفلت سنة 1936 بولاية ثانية بجدارة، مكتسحًا جميع الولايات باستثناء ولايتين تابعتين لخصمه الجمهوري آلف لاندون. في دورة الكونغرس عام 1937، حظي الجمهوريون بـ 17 عضوًا في مجلس الشيوخ من أصل 96، و98 عضوًا في الكونجرس من مجموع 431. مع أغلبية حزبه الساحقة، قرر روزفلت أن باستطاعته التغلب على معارضة قضاة المحكمة العليا المحافظين لسياساته الليبرالية الجديدة، الذين ألغوا عدة قرارات بوصفها غير دستورية، واقترح روزفلت توسيع المحكمة من 9 إلى 15 قاضيًا، إذا تمت الموافقة على اقتراحه فسيكون بوسعه إضافة 6 قضاة جدد يدعمون سياساته.
مع ذلك، انقسم الديمقراطيون الجنوبيون بين ليبراليين ومحافظين. ومع أن الكثيرين منهم دعموا «الصفقة الجديدة»، كان من بينهم أيضًا محافظون عارضوا توسع السلطة الفيدرالية. كان من بين قادتهم أعضاء مجلس الشيوخ هاري بيرد وكارتر جلاس ونائب الرئيس جون نانسي جارنر. وأصدر السيناتور الديموقراطي جوزيا بيلي «بیان المحافظين» في ديسمبر 1937، الذي تضمن العديد من المبادئ الفلسفية المحافظة، من ضمنها مقولة «أعط الشركات فرصة، وسأضمن لك أن تكون أمريكا مزدهرة وسعيدة». كان من مطالب الوثيقة الدعوة إلى ميزانية اتحادية متوازنة، وحقوق الدولة إضافةً ووضع حد للعنف والإكراه. تم توزيع نحو 100 ألف نسخة، وكانت نقطة تحول فيما يتعلق بدعم الكونجرس لتشريعات الصفقة الجديدة.

### مهاجمة السياسات الليبرالية
عارض الائتلاف مشروع روزفلت لإعادة تنظيم القضاء سنة 1937، بقيادة ائتلاف مجلس النواب الديمقراطي ورئيس اللجنة القضائية هيوتون سومنرز. رفض سومنرز إقرار المشروع، وقام بمقاطعته داخل لجنته بهدف منع التأثير الرئيسي في توسيع المحكمة العليا. ومع هذه المعارضة الواضحة في مجلس النواب، رتبت الإدارة مناقشة المشروع في مجلس الشيوخ. قرر الجمهوريون في الكونغرس التزام الصمت حيال القضية، ما حرم الديمقراطيين المؤيدين للقانون فرصة استخدامهم قوةً موحدة. شاهد الجمهوريون حلفاءهم الديموقراطيين يقسمون الأصوات ما أدى إلى هزيمة مشروع القانون.
في الانتخابات البرلمانية الشرسة عام 1938، سجل الجمهوريون انتصارات مهمة في كلا المجلسين، إذ فازوا بستة مقاعد في مجلس الشيوخ و80 مقعدًا في مجلس النواب. بعدها، كان الديمقراطيون المحافظون والجمهوريون في كلا المجلسين يصوتون غالبًا معًا في المسائل الاقتصادية المهمة، ما أدى إلى هزيمة العديد من مقترحات الديمقراطيين الليبراليين. كان قانون معايير العمل العادلة سنة 1938 آخر تشريع مهم ينجح روزفلت في تمريره. في أبريل 1943، أظهرت تحليلات سرية لوزارة الخارجية البريطانية التابعة للجنة العلاقات الخارجية بمجلس الشيوخ أنه رغم وجود 15 عضوًا من الحزب الديمقراطي، و7 من الحزب الجمهوري، وعضو واحد مستقل، فإن 12 فقط من 23 عضوًا دعموا سياسات روزفلت. تم تمرير القليل من الإجراءات الليبرالية الخاصة بقوانين الحد الأدنى للأجور عند انقسام الائتلاف المحافظ.

### ما بعد الصفقة الجديدة
حظيت بعض مشاريع البنى التحتية بدعم المحافظين، إذ تمت الموافقة على تمويل مشروعات الطرق السريعة في عهد الرئيسين روزفلت وأيزنهاور، وكذلك تنفيذ خطط الإسكان العام في عهد الأخير. تطلبت هذه النجاحات الليبرالية مفاوضات بين الفصائل المختلفة المتحكمة في اللجان البرلمانية. مع تأثير المحافظين بشدة حول جدول أعمال البرلمان من خلال لجنة القواعد الخاصة به مع التهديد بالتعطيل في مجلس الشيوخ، إذ تطلبت أغلبية 2 من 3 للموافقة، وتم إيقاف العديد من المبادرات الليبرالية مثل برنامج التأمين الصحي. بين عامي 1949-1951، هُزم «الاتفاق العادل» لترومان تمامًا، باستثناء ما يخص الإسكان العام، عند انقسام الائتلاف المحافظ.
كان سيناتور مدينة أوهايو روبرت تافت من أهم قادة الائتلاف الجمهوريين المهمين في أوج ذروة التحالف في الأربعينيات والخمسينيات من القرن الماضي، وكان من الديمقراطيين البارزين في التحالف ريتشارد راسل وهوارد سميث وكارل فينسون. مع أن التحالف اتفق على التصويت غالبًا حول المشكلات المدنية والخاصة بالعمل، انقسموا حول قضايا اقتصادية أخرى، مثل مسألة الزراعة وقضية المياه في الغرب. أيّد الديمقراطيون الجنوبيون المحافظون عمومًا الإنفاق الحكومي المرتفع على الريف، وهو ما أيده الديمقراطيون الليبراليون كذلك في حين عارضه الجمهوريون. لذلك فإن التجمعات الديمقراطية المتألفة من 230 - 260 عضوًا كانت كافية لتمرير برامج الزراعة الديمقراطية، في حين أن 280 عضوًا ديموقراطيًا لم يكونوا كافين لتمرير القضايا المتعلقة بالعمل. كذلك أظهرت السياسة الخارجية تباينًا. قبيل الحرب العالمية الثانية، عارض أغلب الجمهوريين المحافظين التدخل في الحرب، في حين أيّد أكثر المحافظين الجنوبيين مساندة بريطانيا ضد ألمانيا النازية. بعد الحرب، عارضت أقلية من الجمهوريين المحافظين -على رأسهم روبرت تافت- التحالفات العسكرية الخارجية مثل حلف الناتو، في حين أيّد أكثر الديمقراطيين الجنوبيين هذه التحالفات.
في حقبة ما بعد الحرب، عادةً ما كان الرؤساء الجمهوريون يدينون بانتصاراتهم التشريعية إلى التحالفات بين الجمهوريين والديمقراطيين الجنوبيين المحافظين. في حين كان الجناح الليبرالي للحزب الديمقراطي يميل إلى التحالف مع الجمهوريين من الولايات الشمالية والغربية لتمرير تشريعاتهم.